# Gray’s Inn
Gray's Inn er en af de fire "Inns of Court" som findes i City of London, og som fungerer som en kombination af juridiske fakulteter og advokatsamfund for barristers, (engelske procesadvokater). Gray's Inn, som anses for at have en moderat politisk venstredrejning, ligger lige udenfor City of Londons bygrænse i bydelen Camden. 
Gray's inn fandtes allerede før 1370, men den gamle hovedbygning stammer fra begyndelsen af 1500-tallet.

## Ekstern henvisning
- Gray's Inn, officielt websted

51°31′10″N 0°06′44″V / 51.5194°N 0.1122°V